# 埃纳斯托轮廓

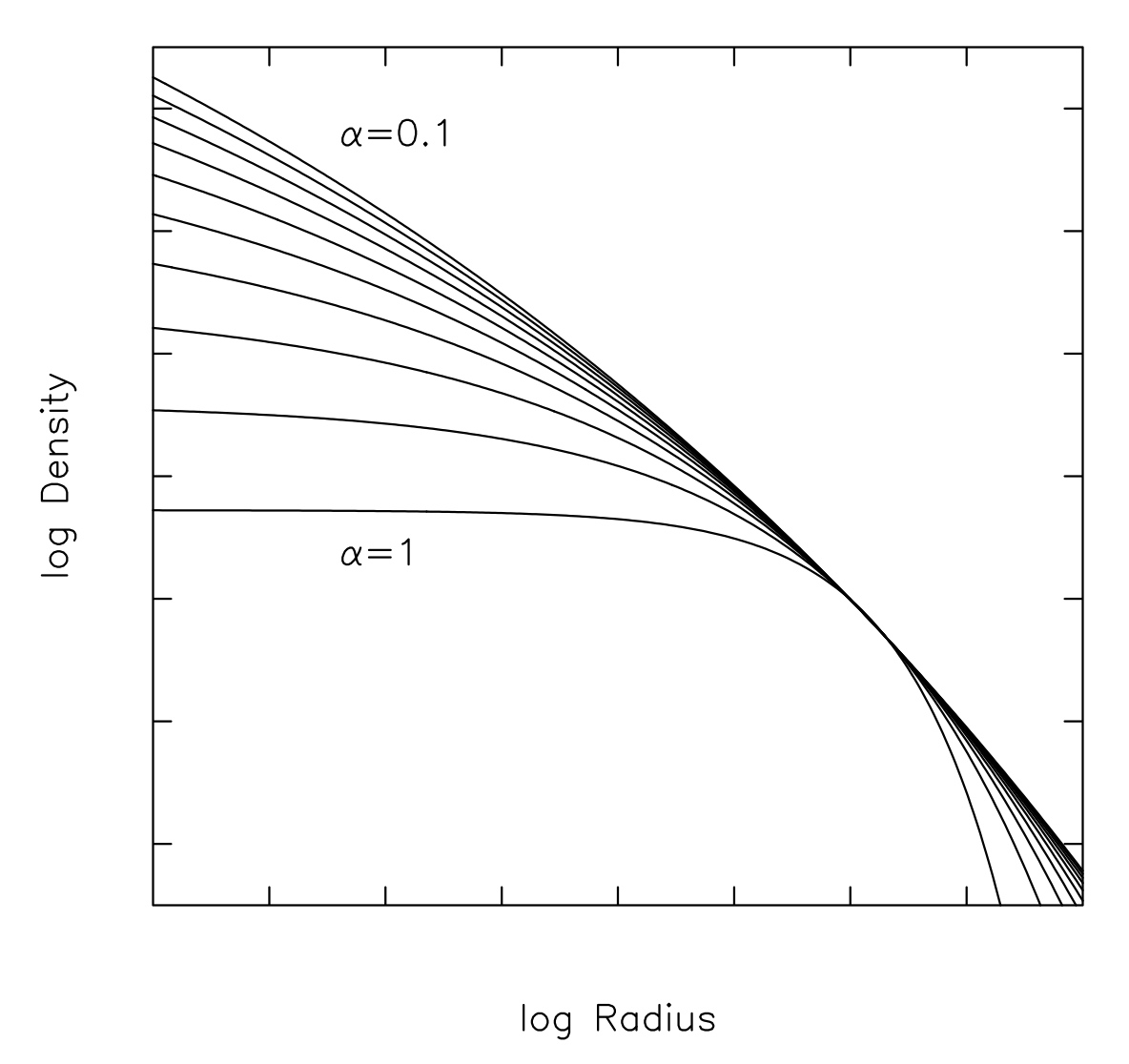
埃纳斯托轮廓

在天文学中，埃纳斯托轮廓（英語：Einasto profile），或称埃纳斯托模型、埃纳斯托定律，是一个数学函数，它描述了球状恒星系统的密度 {\displaystyle \rho } 随离开中心的距离 {\displaystyle r} 的变化。扬·埃纳斯托在1963年哈萨克斯坦阿拉木图的会议上介绍了这一模型。

## 数学形式
埃纳斯托轮廓具有幂律对数斜率的形式：
{\displaystyle \gamma (r)\equiv -{\frac {\operatorname {d} \ln \rho (r)}{\operatorname {d} \ln r}}\propto r^{\alpha }}
重新组合可得
{\displaystyle \rho (r)\propto \exp {(-Ar^{\alpha })}.}
参数 {\displaystyle \alpha } 控制轮廓的曲率程度。通过计算log-log图的斜率可得：
{\displaystyle d\ (\log \rho )/d\ (\log r)\propto -r^{\alpha }.}
参数 {\displaystyle \alpha } 越大，斜率随半径的变化越快。埃纳斯托定律可以描述为更一般的幂律形式，{\displaystyle \rho \propto r^{-N}}，它在log-log图上有恒定的斜率。
埃纳斯托模型和Sersic定律具有相同的数学形式，后者可用来描述星系表面亮度（即投影密度）轮廓。

## 应用
埃纳斯托模型可描述多种类型的系统，包括星系和暗物质晕。